# Jugend gegen AIDS
Jugend gegen AIDS e. V. (Abkürzung: JGA) war ein ausschließlich von Jugendlichen gestalteter Verein mit Sitz in Hamburg, der sich von 2009 bis 2023 unter anderem im Kampf gegen HIV/AIDS engagiert und für eine vielfältige und tolerante Gesellschaft eintrat. Der Verein ist im Jahr 2023 im Rahmen eines Insolvenzverfahrens aufgelöst worden. Ziel dabei ist, Jugendlichen den Zustand körperlichen, emotionalen, geistigen und sozialen Wohlbefindens bezogen auf die Sexualität zu vermitteln. Erreicht wird dies durch eine positive und respektvolle Herangehensweise an Sexualität und sexuelle Beziehungen.
Der als gemeinnützig anerkannte Verein entstand aus einer Spendenaktion zum Welt-AIDS-Tag der Michael-Stich-Stiftung gemeinsam mit der SchülerInnenkammer Hamburg im Jahr 2009. Neben jährlichen Kampagnen anlässlich des Welt-AIDS-Tages betreibt der Verein ganzjährig Aufklärungsarbeit durch das Aufklärungsprojekt Positive Schule.

## Aufklärungsarbeit
Jugend gegen AIDS e. V. leistet Präventionsarbeit (in Form von Aufklärungsworkshops an Schulen) von Jugendlichen für Jugendliche. Geleitet werden die Workshops von den Mitgliedern, die in einem mehrtägigen Grundlagenseminar zu „Peers“ ausgebildet wurden. Die Aufklärungsworkshops sind für die Mittelstufe (9.–10. Klasse) konzipiert und bestehen aus zwei Blöcken à 90 Minuten. Das Programm wird seit 2018 vom Bundesministerium für Gesundheit unter dem Namen „Projekt Aufklärung“ (ehemals. „Positive Schule“) gefördert.

## Organisation
Geleitet werden die Geschicke des Vereins von dem gewählten ehrenamtlichen Vorstand, welcher aus Daniel Nagel (Vorsitzender), Marlon Jost und Lennart Falk besteht. Das weitere Team besteht aus Jugendlichen aus ganz Europa.
Die Organisation ist selbständig und ausschließlich von Jugendlichen geführt und verwaltet, Unterstützung erhalten sie dabei von ihrem Schirmherren Frank-Walter Steinmeier: „Seit mittlerweile vier Jahren begleite ich Jugend gegen AIDS, und ich bin immer wieder beeindruckt von dem großen Engagement der vielen jungen Ehrenamtlichen für diese wichtige Sache!“ (Schirmherr Steinmeier, anlässlich des Welt AIDS Tags 2016). Weitere Unterstützer und Beiratsmitglieder sind unter anderem Jens Spahn (Bundesminister für Gesundheit), Gottfried Hirnschall (Director of Department of HIV and Global Hepatitis Programme der Weltgesundheitsorganisation), Patricia Riekel (Vorsitzende der TRIBUTE-TO-BAMBI-Stiftung) und Daniel Bahr (Bundesminister für Gesundheit a. D.).
Beiratsmitglieder sind:
- Frank-Walter Steinmeier (Schirmherr), zwölfter Bundespräsident der Bundesrepublik Deutschland
- Jens Spahn, MdB, Bundesminister für Gesundheit a. D.
- Gottfried Hirnschall, Director of Department of HIV and Global Hepatitis Programme der Weltgesundheitsorganisation
- Patricia Riekel, Vorsitzende der TRIBUTE-TO-BAMBI-Stiftung
- Daniel Bahr, Bundesminister für Gesundheit a. D.
- Birgit Fischer, Hauptgeschäftsführerin Verband forschender Arzneimittelhersteller
- Edgar Franke, MdB
- Ulrich Heide, Geschäftsführender Vorstand Deutsche AIDS Stiftung
- Max Hunzinger, Geschäftsführender Gesellschafter MIT Event- & Incentive-Management GmbH, Honorarkonsul der Republik Seychellen
- Johannes Kahrs, ehemaliges MdB
- Gabriele Katzmarek, MdB
- Stefan Kaufmann, ehemaliges MdB
- Ines Pohl, Chefredakteurin Deutsche Welle
- Jürgen Rockstroh, Mitglied des Executive Committee der International AIDS Society
- Carola Veit, MdHB, Präsidentin der Hamburgischen Bürgerschaft
- Ralph Winter, Gründer und Vorsitzender des Investment Beirates Corestate Capital AG

Als der Beirat im September 2014 konstituiert wurde, war die damalige baden-württembergische Ministerin für Arbeit und Sozialordnung, Familie, Frauen und Senioren, Katrin Altpeter, ebenfalls Mitglied.

## Internationalisierung
Seit Frühjahr 2017 ist Jugend gegen AIDS auch in Österreich und der Schweiz aktiv. Gemeinsam mit LIFE+ organisierte die Jugend gegen AIDS zum ersten Mal den LIFE BALL NEXT GENERATION, einen Tag nach dem Life Ball im Wiener Rathaus. Zuvor hatte die Aufklärungsinitiative mehr als 50 Jugendliche aus Österreich zu Peers ausgebildet, die mit Schulworkshops in wenigen Wochen bereits 1000 Schüler in ganz Wien erreichten. Zu den Gästen des inzwischen jährlich stattfindenden Balls zählten unter anderem Prominente wie Alexandra Daddario, DieLochis, Riccardo Simonetti und Michael Buchinger.
Im Vorfeld der Internationalen AIDS-Konferenz 2018 in Amsterdam präsentierte Jugend gegen AIDS am 14. März 2018 eine neue Kampagne. Mit dieser wurden Jugendliche aus der ganzen Welt mobilisiert, um Jugend gegen AIDS als Volunteers zur Konferenz zu begleiten und danach konkrete Projekte in ihren Heimatländern zu realisieren. Um junge Menschen auf allen Teilen der Erde zu erreichen, veranstaltete die Aufklärungsinitiative Events auf fünf Kontinenten, unter anderem in Indien, Brasilien und Südafrika.
Zur Konferenz in Amsterdam errichtete Jugend gegen AIDS ein eigenes Youth Headquarters im Park Inn, um den über 200 jugendlichen Teilnehmern Kontakt zu Speakern der Internationalen AIDS-Konferenz zu ermöglichen. Unter anderem beteiligten sich Michel Sidibé (UNAIDS), Elton John, Prinz Harry und Charlize Theron.

## Kampagnen und Aktionen

### 2009: „SchülerInnen zeigen Schleife“
Während der von JGA initiierten AIDS-Woche wurden in über 30 Hamburger Schulen und drei großen Einkaufszentren die roten AIDS-Schleifen gegen eine Spende von einem Euro abgegeben, Informationsmaterialien verteilt und Gespräche geführt. Insgesamt wurden so über 20.000 Euro Spendengelder gesammelt. Bei der Scheckübergabe an Michael Stich (vertretend für die Michael-Stich-Stiftung) gab dieser den Scheck an die Schüler zurück, als Startkapital für einen selbständigen, unabhängigen Verein.

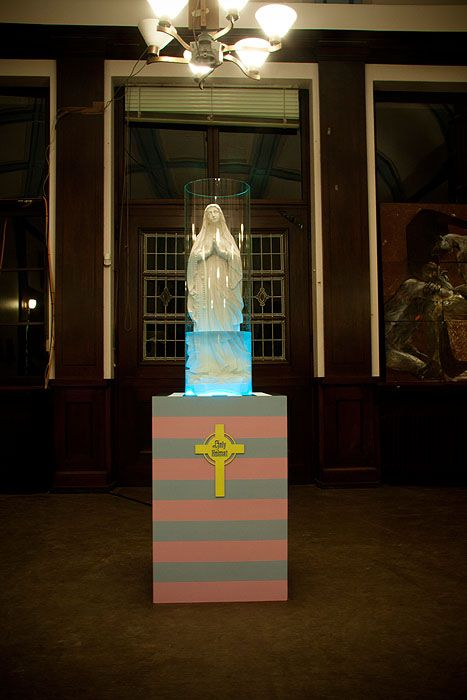
Die Marien-Statue

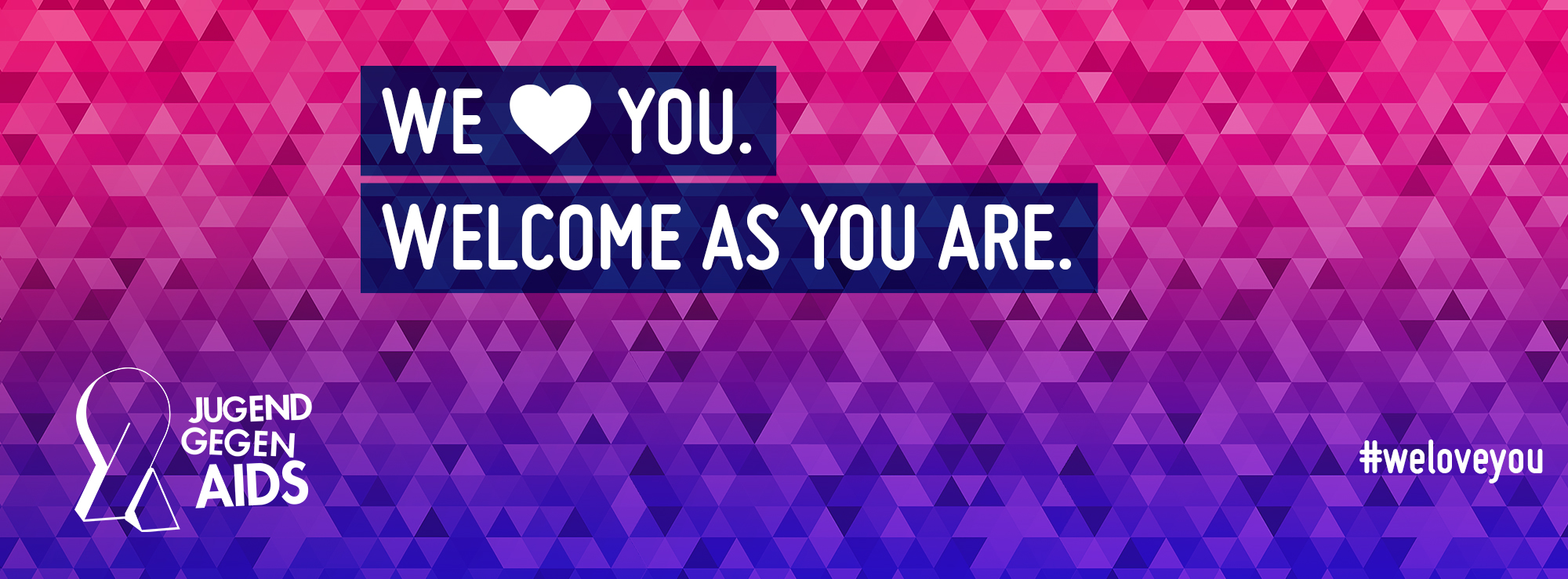
Das allgemeine Erscheinungsbild der Kampagne „We love you. Welcome as you are.“ (2015)

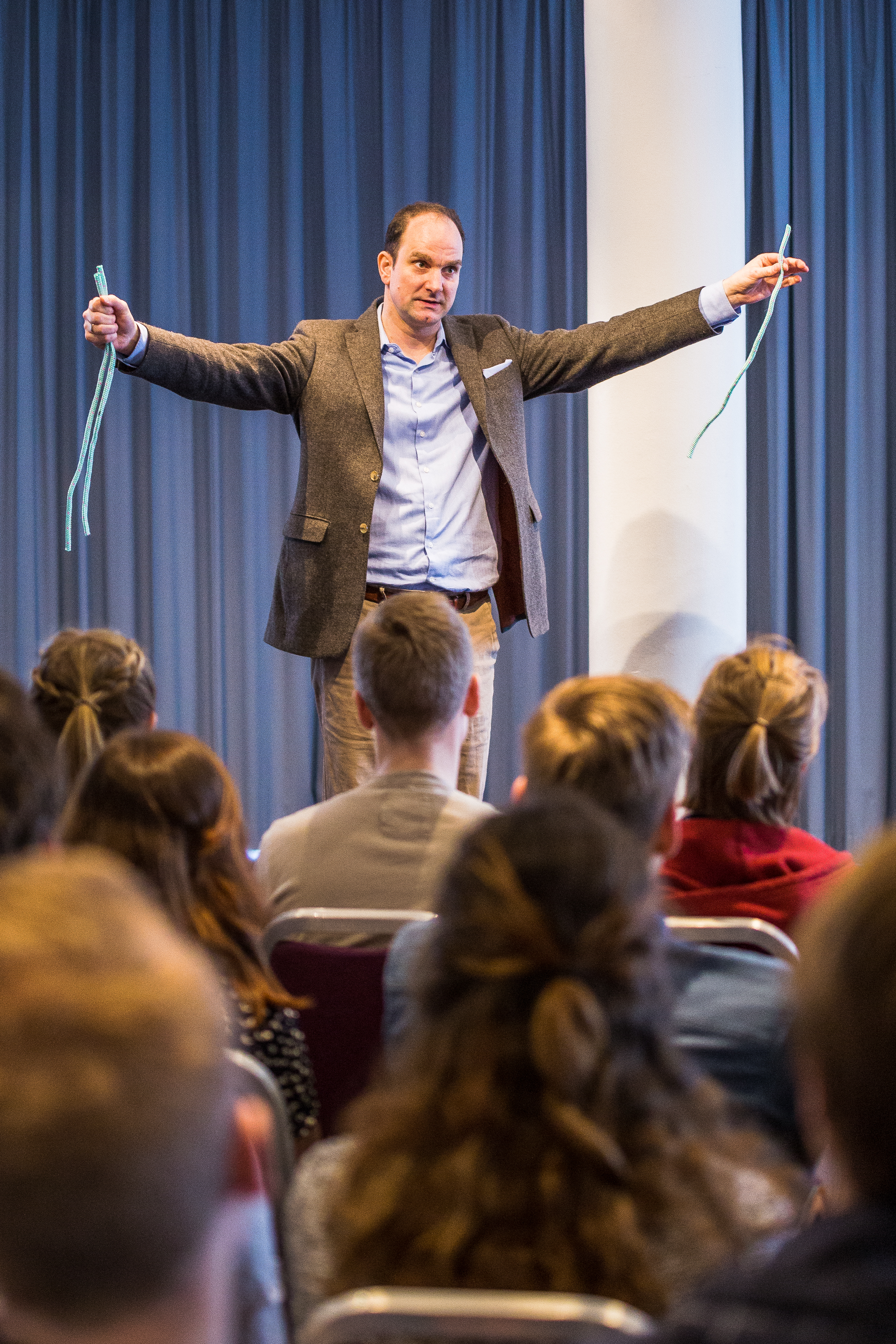
Der Redner und Business Speaker Lutz Langhoff auf dem Jugend gegen AIDS e. V. Kongress in Hamburg, 2015

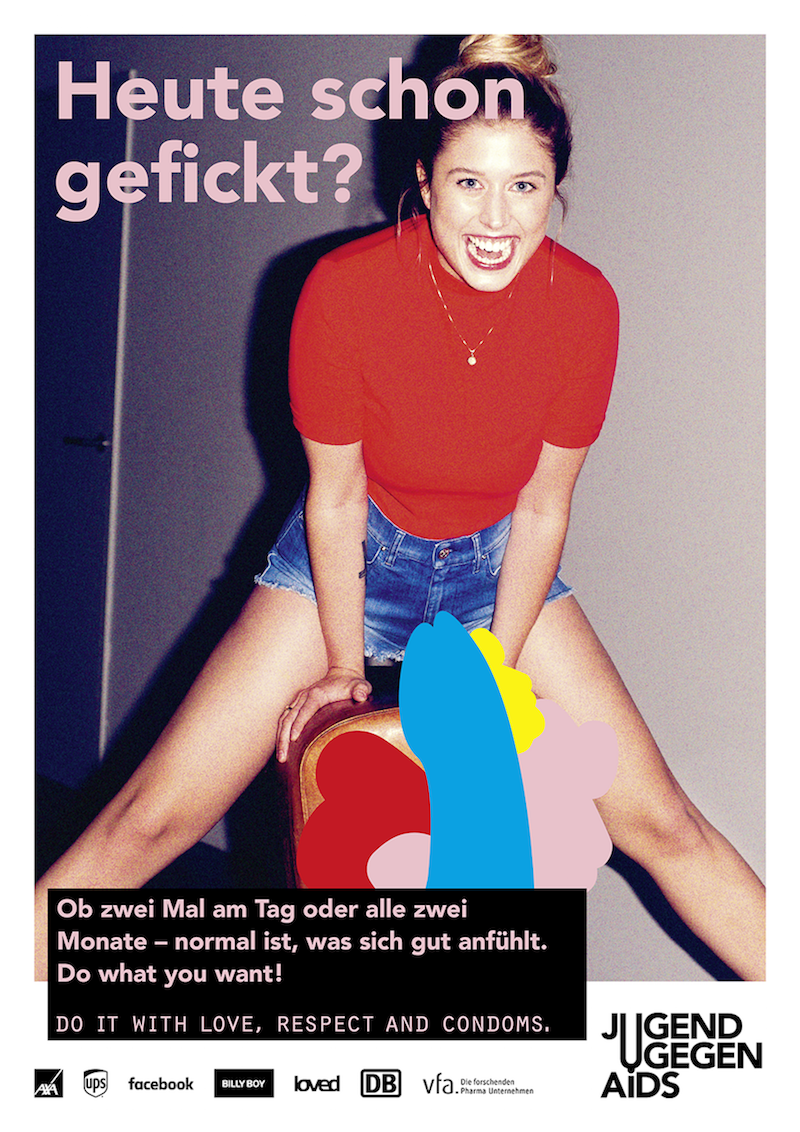
Plakat „Heute schon gefickt?“ von Jugend gegen AIDS 2015

### 2010: „SchülerInnen zeigen Schleife – next level“
Im Dezember 2010 war der Verein während seiner so genannten AIDS-Aktionswoche zum ersten Mal auch außerhalb Hamburgs aktiv. Neben Info-Ständen in Hamburger, Berliner und Husumer Einkaufszentren wurden in vielen Schulen Rote Schleifen (Red Ribbons) verkauft, um Spenden für den Verein zu sammeln.

### 2011: „Gott sei Dank – Kondome schützen“
Um das Kondom-Verbot der katholischen Kirche zu kritisieren, das nach Ansicht des Vereins die Ausbreitung des HI-Virus verschlimmert, startete Jugend gegen AIDS im Dezember 2011 eine provokative Aktion. Gemeinsam mit dem Street-Art-Künstler Stefan Strumbel gestalteten sie eine weinende Marien-Statue. Bei jeder „gefällt mir“-Angabe auf der offiziellen Facebook-Seite „weinte“ die Statue eine symbolische Träne über das Leid, was die katholische Kirche, nach Ansichten des Vereins, mit einer Aufhebung des Kondom-Verbots verringern könnte. Neben kritischen Stimmen erhielt der Verein auf diese Aktion ein großes Medienecho und Unterstützung aus allen Teilen der Welt. Die Kampagne wurde u. a. mit dem Sonderpreis des Deutschen Preis für Wirtschaftskommunikation und dem DMMA OnlineStar ausgezeichnet.

### 2012: „Save Your Dreams“
Mit einer deutschlandweit geschalteten Plakatkampagne zum Thema Träumen versuchte der Verein im Dezember 2012, möglichst viele Jugendliche in allen Regionen Deutschlands zu erreichen und anzusprechen. Mit einer direkten Aufforderung („Lasse nicht zu, dass HIV Deine Träume zerstört. Benutze Kondome“) wollte JGA verdeutlichen, warum Safer Sex wichtig ist, und forderte Jugendliche auf, nicht nur sich selbst, sondern auch das, was sie ausmacht, zu schützen.

### 2014: „100 ways (not) to use a condom“
Durch die „100 ways (not) to use a condom“-Video-Kampagne, von 2014 bis Anfang 2015 versuchte der Verein durch Videos, in denen verschiedenste Wege ein Kondom (nicht) zu benutzen gezeigt wurden, Jugendliche wieder für das Benutzen eines Kondoms zum Zwecke der Krankheitsverhütung zu begeistern. Grund hierfür sind die zuletzt immer noch steigenden Infektionszahlen im Bereich der sexuell übertragbaren Krankheiten. Um Jugendliche zu erreichen, wurde für diese Kampagne mit verschiedenen YouTube-Stars und Künstlern zusammengearbeitet.

### 2015: „We love you. Welcome as you are.“
Die „We love you. Welcome as you are.“-Kampagne begann im Juni 2015 und versucht durch verschiedene Aktionen die Akzeptanz für verschiedene Lebensentwürfe zu steigern. Versucht wird dies unter anderem durch Berichterstattung und Diskussionen über verschiedenste Lebensentwürfe (u. a. Interviews mit Homosexuellen, Asexuellen etc., Berichte über Frauen, die sich nicht rasieren usw.).

### 2014 & 2015: #Ändere Kongress
Im Frühjahr 2014 und 2015 veranstaltete Jugend gegen AIDS e. V. einen Kongress für alle, am Verein oder an der Thematik, interessierten Personen. Auf den zweitägigen Kongressen gab es verschiedenste Veranstaltungen rund um die Thematik Sexualität mit anschließenden Diskussionen sowie sogenannte „Skill-Workshops“ (z. B. Journalismus, Selbstmanagement und Youtube) auf denen, die meist jugendlichen Teilnehmer das erworbene und diskutierte Wissen umzusetzen lernen konnten. Dabei wurden sie von Mitgliedern, Entscheidungsträgern und Teamern unterstützt.

### Welt-AIDS-Tag 2015: „Do what you want. Do it with love, respect and condoms.“
Zum Welt-AIDS-Tag 2015 startet Jugend gegen AIDS eine provokante Öffentlichkeitskampagne. Unterstützt werden verschiedene Plakat und Social-Media-Aktionen durch eine Aktionswoche mit eigenen Veranstaltungen wie Diskussionsrunden, Poetry Slams, eigene Spendenprodukte, Infostände in Schulen und Einkaufszentren.

### Welt-AIDS-Tag 2016: „Do what you want. Do it with love, respect and condoms.“
Auch 2016 hat Jugend gegen AIDS eine eigene Kampagne zum Welt AIDS Tag präsentiert. Die aufmerksamkeitsstarken Motive wurden im Rahmen eines Geheimkonzerts der Kampagnenbotschafter „Die Lochis“ in der Mall of Berlin vorgestellt. Zuvor präsentierte die Initiative gemeinsam mit dem Flirtapp Anbieter Lovoo eine Umfrage, welche nahelegt, dass vielen Jugendlichen Ansprechpartner für Sexualität fehlten, sie oft unzufrieden mit eigenen Körperteilen seien und bei One-Night-Stands häufig auf die Benutzung von Kondomen verzichtet werde.
Zum Welt-AIDS-Tag (1. Dezember) wurde im Rahmen der „Night of Life by Levis“, einer Spenden-Gala mit 250 Gästen und Dinner von Sterne-Koch Christian Lohse im EAST Hotel Hamburg, ein gemeinsames Donation Shirt mit den Fantastischen Vier vorgestellt, dessen Erlöse eine Spende für die Aufklärungsarbeit von Jugend gegen AIDS generierten.

### Welt-AIDS-Tag 2017: „Do what you want. Do it with love, respect and condoms.“
Im Vorfeld des Welt-AIDS-Tages befragte Jugend gegen AIDS gemeinsam mit Lovoo erneut mehr als 6100 Jugendliche zum Thema Aufklärung. In diesem Jahr wurde die Umfrage auf mehr als sieben Länder in Europa ausgeweitet und von der Weltgesundheitsorganisation unterstützt. Die Umfrage wurde am 29. November 2017 in Genf vorgestellt und ergab unter anderem, dass knapp ein Drittel der Jugendlichen auf ein Kondom verzichtet.
Um dieser Entwicklung entgegenzuwirken, präsentierte Jugend gegen AIDS vor dem Welt-AIDS-Tag seine neue Kampagne, in der das Kondom in den Mittelpunkt gerückt wurde. An dieser beteiligten sich viele bekannte Influencer wie Die Lochis, Rezo, Leon Löwentraut, Riccardo Simonetti, ItsColeslaw, Mirellativegal, Jodie Calussi und Traegi.
Am 1. Dezember 2017 feierte Jugend gegen AIDS gemeinsam mit Levi Strauss & Co. die zweite „Night of Life by Levi’s“ im Postpalast in München. Hier wurde das aktuelle Donation Shirt vorgestellt, das in einem limitierten Zeitraum erhältlich war. Zum 50. Geburtstag des Levi’s-Batwing-Logos durfte Jugend gegen AIDS das Emblem mit seinen Designelementen gestalten.

### Welt-AIDS-Tag 2018: „Do what you want. Do it with love, respect and condoms.“
2018 veranstaltete Jugend gegen AIDS anlässlich des Welt-AIDS-Tags die bisher größte Kampagne der Organisationsgeschichte, die erstmals auch außerhalb des deutschsprachigen Raums lief. Unter dem Claim „Do what you want. Do it with love, respect and condoms.“ beteiligten sich Cro, Caro Daur, DieLochis, Ischtar Isik, Shanti Joan Tan, Riccardo Simonetti, Rewi, Jodie Calussi, Michael Buchinger und Victoria Swarovski. Von November 2018 bis Januar 2019 war die Kampagne auf Werbeflächen in ganz Europa und Teilen der USA, unter anderem am Times Square in New York City zu sehen. Zum Welt-AIDS-Tag am 1. Dezember veranstaltete JGA die 3. Night of Life, dieses Mal im Kühlhaus Berlin.

### Welt-AIDS-Tag 2019: FAQ YOU – Aufklärungsbuch
Anlässlich des zehnjährigen Bestehen der Organisation veröffentlicht Jugend gegen AIDS zum Welt AIDS Tag 2019 ein Aufklärungsbuch für junge Menschen. In diesem Buch werden Fragen zu den Themen Liebe und Sexualität sowie sexuelle Gesundheit beantwortet. Die Einnahmen werden gespendet, um die Aufklärungsarbeit von Jugend gegen AIDS zu unterstützen und kostenfreie Bücher für Schulen zu finanzieren. Zu den Autoren gehören unter anderem Die Lochis, Paula Lambert, Riccardo Simonetti, Erika Lust, Felix Jaehn, Mirella Precek, Rewinside, Udo Vetter, Sandra Konrad, Hendrik Streeck, Saralisa Volm.

## Auszeichnungen
Jugend gegen AIDS wurde für die Aufklärungsarbeit und Öffentlichkeitskampagnen mit verschiedenen Preisen und Kreativ-Awards ausgezeichnet. Hierzu zählen:
- Deutscher Preis für Wirtschaftskommunikation – Sonderpreis Goldener Funke[47] (2012)
- DMMA Online Star in Bronze[48] (2012)
- Annual Multimedia Award in Gold (2013)
- Airport Media Award (2014)
- Facebook Smart Hero Award[49]  (2015)
- Bobby Campbell Hero Award (2015)
- German Brand Award in Gold[50] (2016)
- Best of Content Marketing Award[51] (2016)
- Red Dot Design Award in Silber[52]  (2016)
- Politikaward Nominee (Nachwuchsorganisation) (2016)
- GWA Effie in Bronze[53] (2017)
- Deutscher Exzellenzpreis 1. Platz[54] (2018)